# Acentrella inexpectata
Acentrella inexpectata är en dagsländeart som först beskrevs av Tshernova 1928.  Acentrella inexpectata ingår i släktet Acentrella och familjen ådagsländor. Inga underarter finns listade i Catalogue of Life.